# Hambak-do
Hambak-do är en ö i Sydkorea.   Den ligger i provinsen Incheon, i den nordvästra delen av landet, 100 km väster om huvudstaden Seoul.
Terrängen på Hambak-to är platt. Öns högsta punkt är 35 meter över havet. 